# Genistelloides helicoides
Genistelloides helicoides är en svampart som beskrevs av M.C. Williams & Lichtw. 1987. Genistelloides helicoides ingår i släktet Genistelloides och familjen Legeriomycetaceae.   Inga underarter finns listade i Catalogue of Life.